# عرعرة (فرع العدين)

تعديل مصدري - تعديل

عرعرة هي إحدى قرى عزلة بني احمد والثلث بمديرية فرع العدين التابعة لمحافظة إب، بلغ تعداد سكانها 1607 نسمة حسب تعداد اليمن لعام 2004.